# Mani Aquil·li
Mani Aquil·li (en llatí Manius Aquillius) va ser un magistrat romà. Formava part de la gens Aquíl·lia, una antiga família romana d'origen patrici i plebeu.
Era cònsol l'any 129 aC i va posar fi a la guerra contra Aristònic de Pèrgam que ja quasi havia liquidat el seu predecessor Perpenna. Va portar Aristònic a Roma, que va ser exhibit en el triomf que li van decretar i després va ser decapitat. Però no va ser fins al 126 aC que va rebre finalment els honors del triomf per les seves victòries a Àsia, ja que en tornar a Roma, va ser acusat per Publi Corneli Lèntul d'una mala administració a la seva província, però va ser absolt quan va haver subornat els jutges.